# Phong Điền (thị xã)
Phong Điền là một thị xã cũ nằm ở phía bắc thành phố Huế, Việt Nam.

## Địa lý
Thị xã Phong Điền nằm ở phía bắc thành phố Huế, có vị trí địa lý:
- Phía đông giáp thị xã Hương Trà và huyện Quảng Điền
- Phía nam giáp huyện A Lưới
- Phía tây giáp huyện Đakrông và huyện Hải Lăng, tỉnh Quảng Trị
- Phía bắc giáp Biển Đông.

Thị xã Phong Điền có địa hình đa dạng, có cả núi đồi, đồng bằng, ven biển và đầm phá. Phong Điền là quê hương của các danh nhân: Nguyễn Tri Phương, Nguyễn Đình Chiểu,...
Đây cũng là địa phương có tuyến Đường cao tốc Cam Lộ – La Sơn đi qua.

## Hành chính
Thị xã Phong Điền có 12 đơn vị hành chính cấp xã trực thuộc, bao gồm 6 phường: Phong An, Phong Hải, Phong Hiền, Phong Hòa, Phong Phú, Phong Thu và 6 xã: Phong Bình, Phong Chương, Phong Mỹ, Phong Sơn, Phong Thạnh, Phong Xuân.

## Lịch sử
Huyện Phong Điền được đặt năm Minh Mạng thứ 16 (1835) thuộc phủ Thừa Thiên.
Sau năm 1975, huyện Phong Điền thuộc tỉnh Bình Trị Thiên, gồm 14 xã: Điền Hải, Điền Hòa, Điền Hương, Điền Lộc, Điền Môn, Phong An, Phong Bình, Phong Chương, Phong Hải, Phong Hiền, Phong Hòa, Phong Mỹ, Phong Sơn, Phong Thu.
Ngày 11 tháng 3 năm 1977, thành lập huyện Hương Điền trên cơ sở hợp nhất các huyện Phong Điền, Quảng Điền và Hương Trà thành thuộc tỉnh Bình Trị Thiên (1976 – 1989).
Ngày 18 tháng 5 năm 1981, thành lập xã Phong Xuân thuộc vùng kinh tế mới.
Ngày 30 tháng 6 năm 1989, huyện Hương Điền thuộc tỉnh Thừa Thiên Huế vừa mới tái lập.
Ngày 29 tháng 9 năm 1990, chia huyện Hương Điền trở lại 3 huyện cũ thuộc tỉnh Thừa Thiên Huế.
Ngày 22 tháng 11 năm 1995, thành lập thị trấn Phong Điền (thị trấn huyện lỵ của huyện Phong Điền) trên cơ sở các thôn Vĩnh Nguyên, Trạch Thượng, Trạch Tả, Khánh Mỹ của xã Phong Thu và thôn Tân Lập của xã Phong An với 1.821 ha diện tích tự nhiên và 4.502 người.
Cuối năm 2023, huyện Phong Điền có 16 đơn vị hành chính cấp xã trực thuộc, gồm thị trấn Phong Điền và 15 xã: Điền Hải, Điền Hòa, Điền Hương, Điền Lộc, Điền Môn, Phong An, Phong Bình, Phong Chương, Phong Hải, Phong Hiền, Phong Hòa, Phong Mỹ, Phong Sơn, Phong Thu, Phong Xuân.
Ngày 2 tháng 8 năm 2024, Bộ Xây dựng ban hành:
- Quyết định số 750/QĐ-BXD[2] về việc công nhận khu vực dự kiến thành lập thị xã Phong Điền đạt tiêu chí đô thị loại IV.
- Quyết định số 751/QĐ-BXD[10] về việc công nhận khu vực dự kiến thành lập các phường trên địa bàn đô thị Phong Điền, tỉnh Thừa Thiên Huế đạt các tiêu chuẩn trình độ phát triển cơ sở hạ tầng đô thị đối với phường của đô thị loại IV.

Ngày 30 tháng 11 năm 2024:
- Quốc hội ban hành Nghị quyết số 175/2024/QH15[11] về việc thành lập thành phố Huế trực thuộc trung ương trên cơ sở toàn bộ diện tích và dân số tỉnh Thừa Thiên Huế.
- Ủy ban Thường vụ Quốc hội ban hành Nghị quyết số 1314/NQ-UBTVQH15[1] về việc sắp xếp đơn vị hành chính cấp huyện, cấp xã của thành phố Huế giai đoạn 2023 – 2025 (nghị quyết có hiệu lực từ ngày 1 tháng 1 năm 2025). Theo đó:
  - Thành lập thị xã Phong Điền thuộc thành phố Huế trên cơ sở toàn bộ 945,66 km² diện tích tự nhiên và quy mô dân số là 105.597 người của huyện Phong Điền.
  - Sắp xếp, thành lập các phường, xã thuộc thị xã Phong Điền:
    - Thành lập 3 phường: Phong An, Phong Hiền, Phong Hòa trên cơ sở 3 xã có tên tương ứng.
    - Thành lập phường Phong Thu trên cơ sở thị trấn Phong Điền và xã Phong Thu.
    - Thành lập phường Phong Hải trên cơ sở xã Điền Hải và xã Phong Hải.
    - Thành lập phường Phong Phú trên cơ sở xã Điền Lộc và xã Điền Hòa.
    - Thành lập xã Phong Thạnh trên cơ sở xã Điền Hương và xã Điền Môn.

Sau khi thành lập, thị xã Phong Điền có 6 phường và 6 xã như hiện nay.

## Kinh tế
Thị xã có dự án Nhà máy điện Mặt trời Phong Điền – Huế, dự kiến phát điện trong quý III năm 2018, là dự án điện mặt trời quy mô lớn đầu tiên đi vào hoạt động tại Việt Nam.
Dự án Nhà máy điện mặt trời Phong Điền – Huế do Công ty Cổ phần Điện Gia Lai (GEC) thuộc tập đoàn Thành Thành Công làm chủ đầu tư, xây dựng trên diện tích 45 ha tại thôn Mỹ Hòa, xã Điền Lộc, huyện Phong Điền (nay là phường Phong Phú, thị xã Phong Điền). Dự án có tổng mức đầu tư gần 700 tỷ đồng, công suất 35MW, sản lượng điện khoảng 61.570 MWh/năm. Dự án thực hiện theo hình thức EPC với liên danh tổng thầu là Sharp – SSSA – NSN. VEngy vinh dự được lựa chọn là nhà thầu thực hiện hợp đồng EPC của dự án: Thiết kế - Cung cấp vật tư thiết bị và lắp đặt phần trạm nâng 110kV Phong Điền – Huế.

## Xã hội

### Giáo dục
Trên địa bàn thị xã có 4 trường THPT công lập là:
- Trường THPT Phong Điền (đóng tại phường Phong Thu).
- Trường THPT Nguyễn Đình Chiểu (đóng tại phường Phong An).
- Trường THPT Trần Văn Kỷ (đóng tại xã Phong Bình).
- Trường THPT Tam Giang (đóng tại phường Phong Hải).

Ngoài ra, còn có Trung tâm GDNN-GDTX thị xã Phong Điền.
Ở các xã, phường đều có đầy đủ các trường THCS, Tiểu học, Mầm non.

## Dân số
Thị xã Phong Điền có diện tích 953,8 km² và dân số năm 2003 là 105.017 người.
Thị xã Phong Điền có diện tích 954 km², dân số năm 2018 là 114.820 người, mật độ dân số đạt 120 người/km².
Thị xã Phong Điền có diện tích 945,66 km², dân số năm 2022 là 121.554 người, mật độ dân số đạt 128 người/km².
Thị xã Phong Điền có diện tích 945,66 km² diện tích tự nhiên, dân số tính đến ngày 31/12/2023 là 105.597 người, mật độ dân số đạt 110 người/km².